# Ryoo Seung-wan
Ryoo Seung-wan (en hangul, 류승완; nacido el 15 de diciembre de 1973) es un director de cine surcoreano. Debutó en 1996 con el cortometraje Dangerous Head, luego trabajó como director bajo la dirección de Park Chan-wook, tomó lecciones de cine e hizo su debut cinematográfico en 2000 con Die Bad. En el año 2000 recibió el premio Blue Dragon Film Awards al mejor director novel, atrayendo la atención de la industria cinematográfica. Ryoo Seung-wan es llamado «Action Kid» en Corea por su acción única y su duro estilo de vida. Entre las películas que ha dirigido se encuentran Crying Fist y The Battleship Island.

## Vida personal
Ryoo Seung-wan nació en 1973 en Onyang, un pueblecito de la provincia de Chungcheong del Sur. Dado que a causa de la estrecha censura gubernamental las películas nacionales que llegaban alli eran principalmente productos de propaganda y filmes de azafatas, el joven Ryoo a menudo optaba por las películas de acción, como las producidas por Shaw Brothers. Ver Drunken Master de Jackie Chan lo convirtió en un fan de toda la vida, y Ryoo pasó su juventud desarrollando su conocimiento y su amor por las películas de acción al estilo de Hong Kong. Soñando con convertirse algún día en director de cine, tomó lecciones de taekwondo y ahorró el dinero del almuerzo durante tres años en la escuela secundaria para comprar una cámara de 8 mm, con la que empezó a filmar cortometrajes.
Ryoo está casado con Kang Hye-jung, productora de cine y directora ejecutiva de su productora Filmmaker R&K. Se conocieron cuando Kang era miembro del equipo de su corto Transmutated Head en 1996.

## Carrera

### Primeros años
Ryoo se convirtió en el único sostén de su familia después de perder a sus padres mientras estaba en la escuela secundaria. Más tarde, en 1992, abandonó la escuela secundaria y trabajó durante seis meses con el fin de asegurar el dinero suficiente para cubrir los gastos básicos de un año de vida de su familia. Después se unió a un taller de cine privado y pagó su matrícula a través de varios trabajos a tiempo parcial: se empleó como obrero, como conserje de hotel, conductor de carritos de verduras e incluso instructor en una autoescuela ilegal. Ryoo, fanático del debut de 1992 de un joven director desconocido llamado Park Chan-wook, The Moon Is... the Sun's Dream  y su trabajo como crítico, fue a conocer a Park y los dos rápidamente se hicieron amigos. Esos años de formación también vieron el primer trabajo de Ryoo como director, con el cortometraje de 19 minutos Transmutated Head de 1996. El director de fotografía fue Jang Joon-hwan (entonces un joven estudiante de la academia de cine), y contó con muchas caras conocidas en la escena independiente coreana, incluido el actor de carácter Heo Jong-soo y Lee Mu-young (futuro director de The Humanist).
Con algunos años de experiencia como asistente de dirección en Whispering Corridors y la película Trio (Park Chan-wook,1997), Ryoo estaba listo para impulsar su propia carrera. El debut de Ryoo se planeó inicialmente como un largometraje completo, pero varios problemas lo obligaron a filmar cortometrajes separados que compartían personajes y temas comunes. En 1998, su cortometraje Rumble le valió el premio a la Mejor Película en el Festival de Cortometrajes de Busan de 1998, y un año después firmó un contrato para desarrollar un largometraje a partir de Rumble y tres secuelas siguientes, una de las cuales fue su corto Modern Man, que no sólo fue la favorita del público, sino que también ganó el premio a la Mejor Película en un Festival de Cortometrajes en 1999.
De 1996 a 1999, Ryoo filmó cuatro cortometrajes de bajo presupuesto protagonizados por él mismo, su hermano menor Seung-bum y varios amigos. En estilos sorprendentemente diversos pero con una narrativa común, estos cortos fueron reeditados, combinados y lanzados en 2000 como el debut como director de Ryoo Seung-wan, Die Bad. En conjunto, fueron rodados con un presupuesto ínfimo, de apenas 65 millones de wones, y se convirtieron en el primer largometraje de Ryoo. En una época en la que éxitos de taquilla como Shiri y Joint Security Area estaban de moda en el cine coreano, este drama de acción se convirtió instantáneamente en una sensación. Protagonizando la película junto con algunos amigos de la industria e incluso su hermano pequeño Ryoo Seung-bum, Ryoo se convirtió instantáneamente en un autor de culto, elogiado por unos y otros en su magistral debut. La película fue aclamada por la crítica como una obra poderosamente visceral, desgarradora y rabiosa, y el éxito obtenido al instante atrajo la atención sobre los hermanos Ryoo. Una reseña describió el debut actoral de Ryoo Seung-bum como «un giro sorprendente y naturalista». Ryoo ganó el premio al Mejor Actor Revelación en los premios Grand Bell. Con su debut como director, Ryoo se hizo conocido como «Action Kid».
Mientras el país experimentaba el rápido  crecimiento en la cobertura de Internet de alta velocidad, algunas empresas intentaron aprovechar este impulso produciendo cortometrajes en línea. En 2000, el ya desaparecido sitio web Cine4M lanzó un cortometraje de Ryoo junto con A Terrible Day de Jang Jin y Coming Out de Kim Jee-woon. La continuación de Ryoo Seung-wan, Dachimawa Lee, titulada según la jerga de la industria (tachimawari es parte de las obras de teatro Kabuki que incluyen escenas de acción espectaculares), el corto Dachimawa Lee fue un cortometraje salvaje e hilarante de 35 minutos que parodiaba las películas con las que el propio Ryoo había crecido: el cine de acción coreano de los años 60 y 70, las películas de Bruce Lee y Shaw Brothers, los melodramas coreanos de un machismo kitsch y, por supuesto, todoJackie Chan. Combinando un doblaje de voz exagerado con acción deliberadamente inoportuna, Dachimawa Lee fue un enorme éxito en línea, convirtiendo al actor principal Im Won-hee en una estrella menor y a los hermanos Ryoo en nombres aún más importantes. El hermano menor del director Ryoo, Seung-bum, interpretó a Washington, un joven matón con un corazón de oro y un enorme peinado afro. El cortometraje fue enormemente popular en línea.
Después de haber suscitado tan grandes expectativas, los expertos y los críticos de la industria sintieron una decepción no menos grande con el primer largometraje real de Ryoo, el valiente filme de cine negro de acción No Blood No Tears. En él se mezclaban grandes estrellas como Jeon Do-yeon con talentosos actores del mundo del teatro, como Jung Jae-young. Una vez más, se unió al director Ryoo su hermano menor, Seung-bum, quien estaba comenzando a hacerse un nombre en la industria independientemente de su hermano. Malinterpretada como un clon de Guy Ritchie o Quentin Tarantino, la película de Ryoo fue una mezcla estimulante de todos los elementos que hicieron de Die Bad uno de los mejores debuts en la historia reciente de Chungmuro, pero también añadía una desagradable ración de hiperrealismo. Este último fue aportado por Jung Doo-hong, ocasionalmente actor, pero más conocido como el mejor coreógrafo de acción del país, cuyo realismo extremo equilibraba las sensibilidades cinematográficas más orientadas a la fantasía de Ryoo. No Blood No Tears resultó un fracaso en taquilla, y dio paso a un período difícil para Ryoo, quien en su fuero interno se sintió traicionado por las mismas personas que habían puesto expectativas imposibles de satisfacer sobre sus hombros.
Después de esa decepción, Ryoo colaboró nuevamente con Jung Doo-hong y su hermano Seung-bum, junto con el recién llegado Yoon So-yi. Los cuatro se embarcaron en Arahan, en parte wuxia moderna y en parte comedia local. A pesar de su éxito comercial, los críticos todavía no estaban contentos y continuaron lamentando la pérdida del niño prodigio de Chungmuro.
Ryoo se tomó dos años para regresar, pero Crying Fist (2005) fue en muchos sentidos una prueba de que había madurado más allá de las etiquetas fáciles y los límites tradicionales del género. Ryoo era más que un simple chico de acción. Protagonizada por el aclamado actor veterano Choi Min-sik, la película supuso el nacimiento oficial de una nueva estrella, Ryoo Seung-bum. Ryoo, que ha impresionado constantemente a la crítica y al público desde su debut en 2000, mostró una energía y un alcance sorprendentes en la película, de modo que a menudo eclipsó a su colega mayor y más prestigioso. Pero la verdadera estrella de Crying Fist no era otro que Ryoo Seung-wan. Finalmente, despojándose de los tropos del género, pudo dibujar un increíble retrato emocional de dos personas que ganan el combate de boxeo más importante de sus vidas: el combate contra sus propios demonios internos. Más una historia de supervivencia que un simple drama deportivo, Crying Fist se estrenó el 1 de abril de 2005, contra A Bittersweet Life, del viejo amigo de Ryoo Kim Jee-woon, ofreciendo uno de los mejores dobles títulos de 2005. Las dos películas obtuvieron excelentes críticas, pero terminaron anulándose mutuamente en taquilla, vendiendo poco más de un millón de entradas cada una.
Después del éxito de If You Were Me de 2003, la Comisión Nacional de Derechos Humanos de Corea del Sur encargó una segunda película general en 2006, If You Were Me 2 . Cinco directores (Park Kyung-hee, Jang Jin, Jung Ji-woo, Kim Dong-won y Ryoo) contribuyeron con cortometrajes sobre una cuestión de derechos humanos de su elección. El corto de Ryoo, ¡Hey Man!, es casi una toma completa de un hombre (Kim Su-yeon) con múltiples prejuicios que lo llevan a descartar a cada uno de sus «amigos» y compañeros clientes que comparten el espacio común de un restaurante nocturno.
En 2006, Seoul Art Cinema organizó un programa especial titulado Anatomía de la violencia: la escuela de acción de Ryoo Seung-wan, en el que Ryoo seleccionó diez películas para proyectarlas y discutirlas con los participantes, incluidas cinco de sus propias obras. El programa tenía como objetivo comprender mejor el arte del cine de acción.
A la espera de conseguir financiación para su primera película de zombis, Yacha, Ryoo decidió llevar a su amigo Jung Doo-hong a otro desafío, haciendo un último saludo a las películas de pura acción con las que creció y le dio su apodo. Los dos tenían algo de experiencia como actores, sobre todo Jung en las películas de Ryoo, y el propio Ryoo en Die Bad, un papel secundario en Oasis de Lee Chang-dong y un par de cameos en las películas de Park Chan-wook. Pero en esta ocasión sería diferente, porque por primera vez ambos actuarían como las estrellas. Producida por CJ Entertainment, The City of Violence es una película de acción HD de bajo presupuesto destinada a mostrar el potencial de la nueva tecnología. Ryoo la describió como una película de pura acción al estilo Jackie Chan con personajes de una película de Chang Cheh en un mundo similar al del Barrio Chino de Roman Polanski . La película lleva a un duelo final entre las dos filosofías en conflicto de los socios de toda la vida (el título coreano de la película, Jjakpae, significa socio). Fantasía y realismo, una técnica extravagante y una acción brutalmente cruda al estilo de una pelea callejera se combinan para formar un flujo cinematográfico puro.
En 2009, Ryoo dirigió cuatro minipelículas para la Organización de Turismo de Corea dirigidas al mercado chino. Cada película cuenta una historia que representa la belleza de los lugares turísticos de Corea a través de cuatro temas: Hallyu (películas y series coreanas), comida, compras y lugares de moda para visitar como Hongdae o Cheongdam-dong . Los comerciales de turismo estaban protagonizados por Gao Yuanyuan y Li Guangjie como una pareja china, con cameos de Song Seung-heon, Park Hae-jin y Park Eun-hye.
Luego, como promoción de un nuevo modelo de móvil de Motorola, Ryoo escribió y dirigió un cortometraje de 22 minutos protagonizado por la estrella japonesa de artes marciales nacida en Estados Unidos Kane Kosugi, y el coreógrafo de acción Jung Doo-hong. Titulado Timeless y ambientado en la escuela de especialistas de Jung, el corto, con un estilo de falso documental, evita el uso de CGI en escenas de lucha y anticipa el regreso al cine de acción de la vieja escuela.

### 2010-presente
Su película de 2010 The Unjust, una historia sobre corrupción entre policías y fiscales, recibió excelentes críticas por su fluida narración intercalada con secuencias de acción, comentarios sociales, y por las poderosas actuaciones de Hwang Jung-min y su hermano Seung-bum. Fue un éxito en taquilla con sus más de 2,7 millones de entradas vendidas, y se situó en la lista de las diez películas más taquilleras del año.
La siguiente película de Ryoo, The Berlin File, fue un thriller sobre un espía norcoreano que es traicionado y liberado cuando se descubre un negocio de armas. Mientras se preparaba para la película, Ryoo se reunió con varios desertores norcoreanos y filmó el documental Spies para la emisora coreana MBC, como parte de una serie especial que se emitió en 2011, con la intención de «hacer una película de acción de espionaje realista, de ritmo rápido y al estilo coreano sobre agentes surcoreanos que descubren las cuentas secretas de Corea del Norte y cómo se desarrollan las dinámicas políticas entre las dos Coreas». Ryoo dijo que quería que la película recordara a El caso Bourne y, a nivel emocional, se centrara en la soledad y el dolor de quienes viven como agentes secretos. Se rodó casi al 100 % en localizaciones de Europa, concretamente en Berlín y Riga. La vieron 7,17 millones de espectadores a principios de 2013, convirtiéndose en la película de acción coreana más taquillera de todos los tiempos. Pero, debido a su gran presupuesto, apenas logró amortizar la inversión. Ryoo declaró más tarde que la película no había ogrado conectar completamente con el público más joven, que sabe poco de la era de la Guerra Fría, y que después de hacer una película tan cara, su conclusión fue que «necesitaba hacer una más barata».

En 2015, Ryoo escribió y dirigió Por encima de la ley, una película de acción sobre un amoral y poderoso magnate de los negocios de tercera generación perseguido tenazmente por un detective que investiga las misteriosas heridas de un camionero.
Ryoo declaró a propósito de esta película: «Debido a que trata sobre el mundo que conozco y la historia de las personas que conozco, fue cómodo para mí. [...] Pero que me sienta cómodo no significa que el trabajo sea fácil. Simplemente significa que me siento cómodo (resolviendo los problemas). [...] No quería que la película se basara en la venganza personal, y quiero que muestre cómo una persona obtiene justicia a través del sistema legal».
Realizada con un modesto presupuesto de 6000 millones de wones, Veteran se convirtió en un gran éxito de taquilla en Corea del Sur, con 13,3 millones de entradas y una recaudación del equivalente a 89,7 millones de dólares. Es el mayor éxito de la carrera de Ryoo y actualmente la quinta película más taquillera de todos los tiempos en la historia del cine coreano.
Su siguiente proyecto fue The Battleship Island, ambientado en la isla Hashima, una isla periférica japonesa frente a la costa de Nagasaki, donde innumerables coreanos fueron reclutados para trabajos forzados durante la Segunda Guerra Mundial. La película sigue a un grupo de agentes estadounidenses de la OSS y luchadores por la independencia de Corea en una misión para evacuar a una figura coreana clave de la isla.
En 2021, Ryoo dirigió Escape from Mogadishu, una película basada en hechos reales de la Guerra Civil Somalí en la década de 1990. Mostraba detalles del peligroso intento de fuga realizado por el personal de las embajadas de Corea del Norte y del Sur que quedó imposibilitado de salir del país durante el conflicto. La película tuvo un presupuesto para la producción de 24.000 millones de wones, y se rodó íntegramente en Marruecos. Fue seleccionada como la candidata surcoreana a la Mejor Película Internacional en la 94.ª edición de los Premios Óscar.

## Filmografía

### Vídeos musicales
| Año  | Título                                               | Artista  | Acreditado como director | Ref. |
| ---- | ---------------------------------------------------- | -------- | ------------------------ | ---- |
| 2007 | Ballerino                                            | Leessang | Sí                       |      |
| 2009 | The Girl Who Can't Break Up, The Boy Who Can't Leave | Leessang | Sí                       |      |

### Cortometrajes
| Año  | Título                                 | Acreditado como | Acreditado como | Acreditado como | Acreditado como | Ref. |
| Año  | Título                                 | Director        | Guionista       | Productor       | Cameo           | Ref. |
| ---- | -------------------------------------- | --------------- | --------------- | --------------- | --------------- | ---- |
| 1996 | Transmutated                           | Sí              | Sí              | Sí              | No              |      |
| 2000 | Dachimawa Lee                          | Sí              | Sí              | No              | Sí              |      |
| 2006 | Hey Man parte de If You Were Me 2      | Sí              | No              | No              | No              |      |
| 2009 | KTO minipelícula Publicidad turística  | Sí              | No              | No              | No              |      |
| 2009 | Timeless Cortometraje para MotoKlassic | Sí              | Sí              | No              | Sí              |      |
| 2011 | Spies Documental para MBC              | Sí              | No              | No              | No              |      |
| 2013 | Behind the Camera                      | No              | No              | No              | Sí              |      |
| 2013 | TASTEmakers Film Project               | No              | No              | Sí              | No              |      |
| 2014 | Ghost Cortometraje para Mad Sad Bad    | Sí              | No              | No              | No              |      |

### Largometrajes
| Año  | Título                      | Acreditado como        | Acreditado como | Acreditado como | Acreditado como                              | Ref.          |
| Año  | Título                      | Director               | Guionista       | Productor       | Cameo                                        | Ref.          |
| ---- | --------------------------- | ---------------------- | --------------- | --------------- | -------------------------------------------- | ------------- |
| 1997 | Trio                        | Asistente del director | No              | No              | Empleado de tienda de instrumentos musicales |               |
| 1998 | Whispering Corridors        | Asistente del director | No              | No              |                                              |               |
| 1999 | Dr. K                       | Asistente del director | No              | No              |                                              |               |
| 2000 | Die Bad                     | Sí                     | Sí              | No              | Seok-hwan                                    |               |
| 2002 | Sympathy for Mr. Vengeance  | No                     | No              | No              | Repartidor de restaurante chino              |               |
| 2002 | Oasis                       | No                     | No              | No              | Hong Jong-se                                 |               |
| 2002 | No Blood No Tears           | Sí                     | Sí              | No              |                                              |               |
| 2004 | Arahan                      | Sí                     | Sí              | No              |                                              |               |
| 2005 | Sympathy for Lady Vengeance | No                     | No              | No              | Transeúnte                                   |               |
| 2005 | Crying Fist                 | Sí                     | Sí              | No              |                                              |               |
| 2006 | The City of Violence        | Sí                     | Sí              | Sí              | Yoo Seok-hwan                                |               |
| 2008 | Dachimawa Lee               | Sí                     | Sí              | No              | Yoo Seok-hwan                                |               |
| 2010 | Troubleshooter              | No                     | Sí              | Sí              |                                              |               |
| 2010 | Battlefield Heroes          | No                     | No              | No              | Capitán de comando 1                         |               |
| 2010 | The Unjust                  | Sí                     | No              | Sí              |                                              |               |
| 2011 | Mama                        | No                     | No              | No              | Director musical                             |               |
| 2013 | The Berlin File             | Sí                     | Sí              | No              |                                              | [ 31 ]        |
| 2013 | Rough Play                  | No                     | No              | No              |                                              |               |
| 2013 | Top Star                    | No                     | No              | No              | Papel VIP del Festival de Cine de Jeonju     |               |
| 2014 | Gyeongju                    | No                     | No              | No              | Profesor Kang                                |               |
| 2015 | Por encima de la ley        | Sí                     | Sí              | No              |                                              | [ 32 ]        |
| 2017 | The Battleship Island       | Sí                     | Sí              | No              |                                              | [ 33 ]        |
| 2019 | Svaha                       | No                     | No              | Sí              |                                              |               |
| 2019 | Exit                        | No                     | No              | Sí              |                                              |               |
| 2019 | Start-Up                    | No                     | No              | Sí              |                                              |               |
| 2021 | Escape from Mogadishu       | Sí                     | Sí              | No              |                                              | [ 34 ]        |
| 2023 | Smugglers                   | Sí                     | Sí              | No              |                                              | [ 35 ]        |
| 2024 | I, the Executioner          | Sí                     | Sí              | Sí              |                                              | [ 36 ] [ 37 ] |

## Actores recurrentes en las obras de Ryoo
Ryoo frecuentemente vuelve a elegir a actores con quienes trabajó en películas anteriores.
| Título / actor        | Hwang Jung-min | Im Won-hee | Jung Jae-young | Jo In-sung | Kim Byeong-ok | Ma Dong-seok | Ryu Seung-wan | Yoo Hae-jin |
| --------------------- | -------------- | ---------- | -------------- | ---------- | ------------- | ------------ | ------------- | ----------- |
| Die Bad               |                |            |                |            |               |              | Sí            |             |
| No Blood No Tears     |                |            | Sí             |            |               |              | Sí            |             |
| Arahan                |                |            |                |            |               |              | Sí            |             |
| Crying Fist           |                | Sí         |                |            | Sí            |              | Sí            |             |
| The City of Violence  |                |            |                |            | Sí            |              |               |             |
| Dachimawa Lee         |                | Sí         |                |            | Sí            |              | Sí            |             |
| Battlefield Heroes    | Sí             |            |                |            |               |              | Sí            |             |
| The Unjust            | Sí             |            |                |            |               | Sí           | Sí            | Sí          |
| The Berlin File       |                |            |                |            |               |              | Sí            |             |
| Rough Play            |                |            |                |            |               | Sí           | Sí            |             |
| Top Star              |                |            |                |            |               |              | Sí            |             |
| Gyeongju              |                |            |                |            |               |              | Sí            |             |
| Por encima de la ley  | Sí             |            |                |            |               | Sí           |               | Sí          |
| The Battleship Island | Sí             |            |                |            |               |              |               |             |
| Svaha                 |                |            |                |            |               |              |               |             |
| Exit                  |                |            |                |            |               |              |               |             |
| Start-Up              |                |            |                |            |               | Sí           |               |             |
| Escape from Mogadishu |                |            |                | Sí         |               |              |               |             |
| Smugglers             |                |            |                | Sí         |               |              |               |             |
| I, the Executioner    | Sí             |            |                |            |               |              |               |             |

## Premios y nominaciones
| Año  | Premios                                 | Categoría                          | Título                | Resultado | Ref.                        |
| ---- | --------------------------------------- | ---------------------------------- | --------------------- | --------- | --------------------------- |
| 2000 | Blue Dragon Film                        | Mejor director novel               | Die Bad               | Ganador   |                             |
| 2010 | 13.º Director's Cut                     | Mejor director                     | The Unjust            | Ganador   | [ 38 ] [ 39 ]               |
| 2011 | 2.º Seoul Art and Culture               | Mejor director de cine             | The Unjust            | Ganador   | [ 40 ] [ 41 ] [ 42 ]        |
| 2011 | 47.º Baeksang Arts                      | Mejor película                     | The Unjust            | Nominado  |                             |
| 2011 | 47.º Baeksang Arts                      | Mejor director                     | The Unjust            | Nominado  |                             |
| 2011 | 20.º Buil Film                          | Mejor película                     | The Unjust            | Nominado  | [ 43 ] [ 44 ]               |
| 2011 | 20.º Buil Film                          | Mejor director                     | The Unjust            | Nominado  | [ 43 ] [ 44 ]               |
| 2011 | 44.º Festival de Sitges                 | Mejor película (sección Casa Asia) | The Unjust            | Ganador   | [ 45 ] [ 46 ]               |
| 2011 | 48.º Grand Bell                         | Mejor película                     | The Unjust            | Nominado  |                             |
| 2011 | 48.º Grand Bell                         | Mejor director                     | The Unjust            | Nominado  |                             |
| 2011 | 32.º Blue Dragon Film                   | Mejor película                     | The Unjust            | Ganador   | [ 47 ] [ 48 ] [ 49 ] [ 50 ] |
| 2011 | 32.º Blue Dragon Film                   | Mejor director                     | The Unjust            | Ganador   | [ 47 ] [ 48 ] [ 49 ] [ 50 ] |
| 2013 | 49.º Baeksang Arts                      | Mejor película                     | The Berlin File       | Nominado  | [ 51 ] [ 52 ]               |
| 2013 | 49.º Baeksang Arts                      | Mejor director                     | The Berlin File       | Nominado  | [ 51 ] [ 52 ]               |
| 2013 | 22.º Buil Film                          | Mejor director                     | The Berlin File       | Ganador   |                             |
| 2013 | 22.º Buil Film                          | Mejor guion                        | The Berlin File       | Nominado  |                             |
| 2013 | 34.º Blue Dragon Film                   | Mejor película                     | The Berlin File       | Nominado  |                             |
| 2013 | 34.º Blue Dragon Film                   | Mejor director                     | The Berlin File       | Nominado  |                             |
| 2015 | 48.º Festival de Sitges                 | Mejor película (sección Casa Asia) | Por encima de la ley  | Ganador   | [ 45 ] [ 53 ]               |
| 2015 | 35.º Korean Association of Film Critics | Mejor película                     | Por encima de la ley  | Nominado  | [ 54 ] [ 55 ]               |
| 2015 | 35.º Korean Association of Film Critics | Mejor director                     | Por encima de la ley  | Ganador   | [ 54 ] [ 55 ]               |
| 2015 | 35.º Korean Association of Film Critics | Mejor guion                        | Por encima de la ley  | Nominado  | [ 54 ] [ 55 ]               |
| 2015 | 35.º Korean Association of Film Critics | 10 mejores películas del año       | Por encima de la ley  | Ganador   | [ 54 ] [ 55 ]               |
| 2015 | 15.º Korea World Youth Film Festival    | Director de cine favorito          | Por encima de la ley  | Ganador   |                             |
| 2015 | 52.º Grand Bell                         | Mejor película                     | Por encima de la ley  | Nominado  |                             |
| 2015 | 52.º Grand Bell                         | Mejor director                     | Por encima de la ley  | Nominado  |                             |
| 2015 | 52.º Grand Bell                         | Mejor guion                        | Por encima de la ley  | Nominado  |                             |
| 2015 | 36.º Blue Dragon Film                   | Mejor película                     | Por encima de la ley  | Nominado  | [ 56 ]                      |
| 2015 | 36.º Blue Dragon Film                   | Mejor director                     | Por encima de la ley  | Ganador   | [ 56 ]                      |
| 2015 | 36.º Blue Dragon Film                   | Mejor guion                        | Por encima de la ley  | Nominado  | [ 56 ]                      |
| 2015 | Cine 21 Movie                           | Mejor director                     | Por encima de la ley  | Ganador   |                             |
| 2015 | 2.º Korean Film Producers Association   | Mejor director                     | Por encima de la ley  | Ganador   |                             |
| 2016 | 7.º KOFRA Film                          | Mejor director                     | Por encima de la ley  | Ganador   |                             |
| 2016 | 11.º Max Movie                          | Mejor película                     | Por encima de la ley  | Ganador   |                             |
| 2016 | 11.º Max Movie                          | Mejor director                     | Por encima de la ley  | Ganador   |                             |
| 2016 | 11.º Max Movie                          | Best Poster                        | Por encima de la ley  | Nominado  |                             |
| 2016 | 10.º Asian Film                         | Mejor película                     | Por encima de la ley  | Nominado  |                             |
| 2016 | 10.º Asian Film                         | Mejor director                     | Por encima de la ley  | Nominado  |                             |
| 2016 | 10.º Asian Film                         | Mejor guion                        | Por encima de la ley  | Nominado  |                             |
| 2016 | 52.º Baeksang Arts                      | Mejor película                     | Por encima de la ley  | Nominado  |                             |
| 2016 | 52.º Baeksang Arts                      | Mejor director (cine)              | Por encima de la ley  | Ganador   |                             |
| 2016 | 52.º Baeksang Arts                      | Mejor guion (cine)                 | Por encima de la ley  | Nominado  |                             |
| 2016 | 25.º Buil Film                          | Mejor película                     | Por encima de la ley  | Ganador   |                             |
| 2016 | 25.º Buil Film                          | Mejor director                     | Por encima de la ley  | Nominado  |                             |
| 2016 | 25.º Buil Film                          | Mejor guion                        | Por encima de la ley  | Nominado  |                             |
| 2017 | 1.º The Seoul Awards                    | Mejor película                     | The Battleship Island | Nominado  | [ 57 ] [ 58 ]               |
| 2017 | 50.º Festival de Sitges                 | Mejor largometraje                 | The Battleship Island | Ganador   | [ 59 ]                      |
| 2017 | 37.º Korean Association of Film Critics | Top 10 Films                       | The Battleship Island | Ganador   | [ 60 ]                      |
| 2017 | 23.º Chunsa Film Art                    | Mejor director                     | The Battleship Island | Nominado  | [ 61 ]                      |
| 2021 | 30.º Buil Film                          | Mejor película                     | Escape from Mogadishu | Ganador   | [ 62 ] [ 63 ]               |
| 2021 | 30.º Buil Film                          | Mejor director                     | Escape from Mogadishu | Nominado  | [ 62 ] [ 63 ]               |
| 2021 | 30.º Buil Film                          | Mejor guion                        | Escape from Mogadishu | Ganador   | [ 62 ] [ 63 ]               |
| 2021 | 42.º Blue Dragon Film                   | Mejor película                     | Escape from Mogadishu | Ganador   | [ 64 ] [ 65 ] [ 66 ] [ 67 ] |
| 2021 | 42.º Blue Dragon Film                   | Mejor director                     | Escape from Mogadishu | Ganador   | [ 64 ] [ 65 ] [ 66 ] [ 67 ] |
| 2021 | 42.º Blue Dragon Film                   | Mejor guion                        | Escape from Mogadishu | Nominado  | [ 64 ] [ 65 ] [ 66 ] [ 67 ] |
| 2021 | Korean Association of Film Critics      | Mejor director                     | Escape from Mogadishu | Ganador   | [ 68 ]                      |
| 2021 | 8.º Korean Film Writers Association     | Mejor película                     | Escape from Mogadishu | Ganador   | [ 69 ]                      |
| 2022 | 58.º Baeksang Arts                      | Gran Premio - Cine                 | Escape from Mogadishu | Ganador   | [ 70 ] [ 71 ] [ 72 ]        |
| 2022 | 58.º Baeksang Arts                      | Mejor película                     | Escape from Mogadishu | Ganador   | [ 70 ] [ 71 ] [ 72 ]        |
| 2022 | 58.º Baeksang Arts                      | Mejor director                     | Escape from Mogadishu | Nominado  | [ 70 ] [ 71 ] [ 72 ]        |
| 2022 | 58.º Baeksang Arts                      | Mejor guion                        | Escape from Mogadishu | Nominado  | [ 70 ] [ 71 ] [ 72 ]        |
| 2022 | Fantasporto                             | Best Orient Express Film           | Escape from Mogadishu | Ganador   | [ 73 ] [ 74 ]               |
| 2022 | Chunsa Film Art                         | Mejor director                     | Escape from Mogadishu | Nominado  | [ 75 ] [ 76 ] [ 77 ]        |
| 2022 | Chunsa Film Art                         | Mejor guion                        | Escape from Mogadishu | Nominado  | [ 75 ] [ 76 ] [ 77 ]        |
| 2023 | Buil Film                               | Mejor director                     | Smugglers             | Nominado  | [ 78 ]                      |
| 2023 | Buil Film                               | Mejor película                     | Smugglers             | Nominado  | [ 78 ]                      |
| 2023 | 44.º Blue Dragon Film                   | Mejor película                     | Smugglers             | Ganador   | [ 79 ]                      |
| 2023 | 44.º Blue Dragon Film                   | Mejor director                     | Smugglers             | Nominado  | [ 79 ]                      |
| 2023 | Grand Bell                              | Mejor película                     | Smugglers             | Nominado  | [ 80 ]                      |
| 2023 | Grand Bell                              | Mejor director                     | Smugglers             | Ganador   | [ 80 ]                      |

### Distinciones oficiales
| País          | Ceremonia                                     | Año  | Honor o premio      | Ref.   |
| ------------- | --------------------------------------------- | ---- | ------------------- | ------ |
| Corea del Sur | Premios de Cultura y Artes Populares de Corea | 2013 | Elogio presidencial | [ 81 ] |